# Jesi
|  | Aquest article tracta sobre municipi italià. Si cerqueu l'historiador i escriptor torinès, vegeu «Furio Jesi». |

Jesi és un municipi italià, situat a la regió de les Marques i a la província d'Ancona. L'any 2010 tenia 40.635 habitants.

## Fills il·lustres
- Frederic II del Sacre Imperi Romanogermànic (1194 - 1250), emperador.
- Giovanni Battista Pergolesi (1710 - 1736), compositor.
- Antonio Magini-Coletti (1855 - 1912), baríton.
- Rafael Sabatini (1875 - 1950), escriptor.
- Virna Lisi (1936 - 2014), actriu.
- Roberto Mancini (1964 -), futbolista i entrenador.
- Michele Scarponi (1979 - 2017), ciclista professional.
- Elisa Di Francisca (1982 -), esgrimista.
- Alice Bellagamba (1987 -), actriu i ballarina.

## Història
L'antiga ciutat d'Esis (en llatí: Aesis o Aesium, en grec antic: Αἰ̈σις o Αἰ̈σιον) era una antiga població d'Úmbria situada a la riba del riu del mateix nom, l'Esis, a unes 10 milles romanes de la seva desembocadura. Plini el Vell només l'esmenta com un municipium, però per diverses inscripcions se sap que era una colònia romana, encara que es desconeix quan va assolir aquest rang. Era coneguda pels formatges excel·lents que produïa.